# Larry Shaw
Pour les articles homonymes, voir Shaw.
Larry Shaw est un réalisateur et producteur américain.

## Filmographie
- 1986 : Stingray (série télévisée, 1 épisode, Below the Line)
- 1987 : La malédiction du loup-garou (Werewolf) (série télévisée)
- 1987 : J.J. Starbuck (série télévisée)
- 1987 : Un flic dans la mafia (Wiseguy) (série télévisée, 1 épisode, The Loose Cannon)
- 1987-1988 : 21 Jump Street créée par Stephen J. Cannell et Patrick Hasburgh (série télévisée, 3 épisodes)
- 1988 : Police Story: Cop Killer (téléfilm)
- 1988 : Police 2000 (série télévisée)
- 1988 : Le Monstre évadé de l'espace (Something Is Out There) (série télévisée)
- 1989 : Fear Stalk (téléfilm)
- 1989 : Duo d'enfer (Hardball) (série télévisée)
- 1989 : Star Trek : La Nouvelle Génération (Star Trek : The Next Generation) créée par Gene Roddenberry (série télévisée, 1 épisode, L'Éclat d'un murmure - Loud as a Whisper)
- 1990 : To My Daughter (téléfilm)
- 1990 : Coma (Donor) (téléfilm)
- 1991 : La Nuit du mensonge (Living a Lie) (téléfilm)
- 1992-1993 : Parker Lewis ne perd jamais (Parker Lewis Can't Lose) (série télévisée créée par Clyde Philips et Lon Diamond, 12 épisodes)
- 1993 : Brisco County (The Adventures of Brisco County Jr." ) (série télévisée créée par Carlton Cuse et Jeffrey Boames)
- 1993 : Le Crash du vol 7 (Nurses on the Line: The Crash of Flight 7) (téléfilm)
- 1993 : X-Files : Aux frontières du réel (The X Files) (série télévisée créée par Chris Carter, épisodes L'Ange déchu et L'Incendiaire)
- 1994 : Birdland (série télévisée créée par Toni Graphia et Nicole Yorkin)
- 1994 : Tonya & Nancy: The Inside Story (téléfilm)
- 1994 : Attente mortelle (ou Phase terminale, Mortal Fear, titre québécois Danger mortel) (téléfilm)
- 1995 : She Stood Alone: The Tailhook Scandal (téléfilm)
- 1996 : No One Could Protect Her
- 1996 : Fausses Apparences (The Ultimate Lie) (téléfilm)
- 1996 : Hantée (en) (The Uninvited)  (téléfilm)
- 1997 : Dogs (série télévisée)
- 1997 : L'Ombre d'une mère (Mother Knows Best) (téléfilm)
- 1997 : Piège en plein ciel (Medusa's Child) (téléfilm)
- 1998 : Acrophobie (Don't Look Down, titre québécois Acrophobia) (téléfilm)
- 1998 : Le Flic de Shanghaï (Martial Law) (série télévisée créée par Carlton Cuse, 1 épisode, How Sammo Got His Groove Back)
- 1999 : La Famille Green (Get Real) (série télévisée créée par Clyde Phillips)
- 2000 : Harsh Realm : le royaume (titre québécois Harsh Realm) (série télévisée créée par Chris Carter d'après le comic éponyme de James D. Hudnall et Andrew Paquette, 1 épisode, Cincinnati)
- 2000 : Action (série télévisée créée par Chris Thompson, 1 épisode, Dead Man Floating)
- 2001 : Lizzie McGuire (série télévisée créée par Terri Minsky, 1 épisode, Pool Party)
- 2001 : Les Femmes du clan Kennedy (Jackie, Ethel, Joan: The Women of Camelot) (téléfilm)
- 2002 : Cadet Kelly (téléfilm)
- 2003 : Veritas: The Quest (série télévisée créée par Patrick Massett et John Zinman, 1 épisode, Helmhotlz Resonance)
- 2003 : Agence Matrix (Threat Matrix) (série télévisée créée par Daniel Voll)
- 2004 : Celeste in the City (téléfilm)
- 2004-2010 : Desperate Housewives (titre québécois Beautés déséspérées) (série télévisée créée par Marc Cherry)
- 2009 : Ny-Lon (téléfilm)